# Enrique Tejera París
Enrique Tejera París (Caracas, 29 d'abril de 1919 - Caracas, 11 de novembre de 2015) va ser un polític, advocat i diplomàtic veneçolà.

## Activitat intel·lectual i acadèmica
Únic fill del científic Enrique Tejera Guevara i de Valentina París. Va fer estudis secundaris en el de Caracas Col·legi La Salle. En 1942 es va graduar de Ciències Econòmiques i Socials en la Universitat Central de Veneçuela (UCV) de Caracas. Va ser delegat estudiantil i president de la Federació d'Estudiants de Veneçuela, va obtenir el doctorat i sent professor de dret constitucional de la UCV, va dirigir i va reformar unes altres càtedras d'estudis, fins i tot va fundar algunes noves com la d'Economia per a Enginyers, d'Administració Pública i de Participació dels Treballadors. En 1943 va realitzar així mateix un postgrau en Moneda i Bancs. Tejera París parlava cinc idiomes.
En altres activitats va ser designat president dels scouts de Veneçuela i va exercir per un temps l'advocacia, sent soci fundador de l'escriptori jurídic Cottin, Tejera París & Associados.

## Carrera com a funcionari públic
Funcionari públic al govern de Isaías Medina Angarita i el seu successor Rómulo Gallegos. Va ingressar en el partit socialdemòcrata Acció Democràtica (AD), sent als governs d'aquest partit successivament Fiscal General d'Assegurances, Director Administratiu del Ministeri d'Agricultura, Cap de la Missió d'Immigració a Roma (promovent la política migratòria de ciutadans europeus) i membre de la Comissió d'Estudis Financers i Administratius del Ministeri d'Hisenda.
El 23 de gener de 1958, el mateix dia que va ser enderrocat el dictador Marcos Pérez Jiménez, i ja com a membre del govern provisional encapçalat pel Contraalmirall Wolfgang Larrazábal va fundar el Sistema Nacional de Planificació i Coordinació (Cordiplan) sent una institució amb facultats similars al Ministeri de Finances. El 18 de febrer de 1959 és designat Governador de l'Estat Sucre pel govern central, càrrec que ocupa fins a fins al 26 de desembre de 1961. Així mateix en 1962 va ser president del Banc Industrial, deixant-ho sense deutes i amb la seva capital augmentat 8 vegades. Triat senador del parlament en el període 1969-1974 per votació popular. En 1989 va exercir com a Ministre de Relacions Exteriors al govern de Carlos Andrés Pérez.
Tejera París també va realitzar activitats diplomàtiques als diferents governs de l'etapa democràtica com a ambaixador de Veneçuela a Espanya i Estats Units (1963 fins a 1968), sent des d'aquest càrrec un dels principals voceros llatinoamericans en contra del govern cubà presidit per Fidel Castro, a més va ser triat ambaixador davant l'Organització d'Estats Americans (OEA) i les Nacions Unides. Entre altres organismes multilaterals on va arribar a laborar es pot esmentar el Fons Monetari Internacional, exercint com a Director Executiu en representació de Veneçuela, Mèxic i Centreamèrica.
El 20 de desembre de 2002, la policia política DISIP entrà al seu domicili acusant-lo de «rebel·lió militar i abús d'autoritat», contra el govern de Hugo Chávez, sent posteriorment demostrada la seva innocència i no participació en cap conspiració, després de diversos processos judicials. Tejera es postula com pre-candidat presidencial a les eleccions presidencials del 2006, no obstant això es va retirar poc després per a donar suport al candidat opositor de consens, Manuel Rosales.
Després d'aquests fets es dedicà a la docència i a escriure les seves memòries. Es va mostrar partidari de crear noves fórmules de govern, centrades en la recuperació econòmica i a millorar la sort de cada veneçolà, a més de la realització de canvis urgents en la constitució i en l'administració pública. Va reconèixer la confrontació política però va insistir en tot el que porti a la reconciliació social i al progrés econòmic de cada veneçolà. Va morir l'11 de novembre de 2015 als 96 anys, a causa d'un càncer de pròstata amb metàstasi abdominal.

## Publicacions
- Los empleados públicos y la reforma administrativa (1945)
- Organización de oficinas públicas (1948)
- Organigramas y flujogramas (1954)
- Dos elementos de gobierno (1960)
- Administración pública (1962)
- La formación de un caraqueño. Memorias, primer tomo. Caracas. Editorial Planeta (1994-1996 2ª edición).
- La constitución somos nosotros mismos (1999)
- Venezuela y el dios de los borrachos. Semi-memorias. Caracas: Editorial Libros Marcados, 2007.
- Dos golpes y una transición. Memorias (1945-1958), segundo tomo. Caracas: Editorial Libros Marcados, editado por Fausto Masó, 2009.
- Gobierno en mano. Memorias (1958-1963), tercer tomo. Caracas: Editorial Libros Marcados, editado por Fausto Masó, 2009.
- Cuando Venezuela tenía razón. Memorias (Washington, 1963), cuarto tomo. Caracas: Editorial Libros Marcados, editado por Fausto Masó, 2013.